# Jan Chapman
Jan Chapman AO (* 28. März 1950 in Newcastle, New South Wales) ist eine australische Filmproduzentin.

## Leben
Chapmans wuchs in Sydney auf und studierte dort Englisch und Kunst an der University of Sydney. Dort lernte sie ihren ersten Ehemann, den Regisseur Phillip Noyce kennen, die Hochzeit fand 1971 statt. 1977 arbeitete sie als Script-Assistentin am Spielfilm Backroads ihres Mannes mit, im selben Jahr wurde die Ehe geschieden. 1984 begann ihre Karriere als Produzentin beim australischen Fernsehsender ABC, für den sie 20 Episoden der Serie Sweet and Sour produzierte. Während ihrer Zeit beim Fernsehen entdeckte sie an der Filmschule die Regisseurin Jane Campion. 1986 produzierte sie deren ersten Spielfilm, Zwei gute Freundinnen. Bis 2009 entstanden in dieser Zusammenarbeit sieben Spielfilme, bei der Chapman entweder als Produzentin (Lantana) oder als Dramaturgin (Ein Engel an meiner Tafel) beteiligt war. Der Höhepunkt dieser Zusammenarbeit war das Drama Das Piano, für den Chapman 1994 in der Kategorie Bester Film für den Oscar nominiert war.
Bei der Oscarverleihung 2017 wurde im Segment „In Memoriam“ der im Oktober 2016 verstorbenen Kostümdesignerin Janet Patterson gedacht und dabei neben Pattersons Namen ein Foto von Chapman eingeblendet.
Chapman ist seit 1985 mit dem Schauspieler Stephen O’Rourke verheiratet, aus der Ehe ging ein Kind hervor.

## Filmografie (Auswahl)
- 1984: Sweet and Sour (Fernsehserie)
- 1986: Zwei gute Freundinnen (2 Friends)
- 1990: Sydney – U.S. Garnison, 1944 (Come in Spinner)
- 1992: Wege der Liebe (The Last Days of Chez Nous)
- 1993: Das Piano (The Piano)
- 1996: Love Serenade
- 2000: Walk the Talk
- 2001: Lantana
- 2004: Somersault – Wie Parfum in der Luft (Somersault)
- 2006: The Silence
- 2009: Bright Star
- 2010: Griff the Invisible
- 2014: Der Babadook (The Babadook)

## Auszeichnungen

### Academy Awards
- 1994: Oscar-Nominierung in der Kategorie Bester Film für Das Piano

### BAFTA Awards
- 1994: BAFTA-Film-Award-Nominierung in der Kategorie Bester Film für Das Piano

### Australian Film Institute
- 1987: AFI Award in der Kategorie Best Telefeature für 2 Friends
- 1990: AFI Award in der Kategorie Best Television Mini Series or Telefeature für Sydney - U.S. Garnison, 1944
- 1992: AFI-Award-Nominierung in der Kategorie Best Film für Wege der Liebe
- 1993: AFI Award in der Kategorie Best Film für Das Piano
- 1997: Raymond Longford Award
- 2001: AFI Award in der Kategorie Best Film für Lantana
- 2006: AFI-Award-Nominierung in der Kategorie Best Telefeature or Mini Series für The Silence
- 2010: AFI-Award-Nominierung in der Kategorie AFI Members Choice Award für Bright Star
- 2010: AFI-Award-Nominierung in der Kategorie Best Film für Bright Star